# Белану
Белану (рум. Bălanu) — село у повіті Джурджу в Румунії. Входить до складу комуни Стенешть.
Село розташоване на відстані 59 км на південь від Бухареста, 4 км на північний захід від Джурджу.

## Населення
За даними перепису населення 2002 року у селі проживали 566 осіб, з них 565 осіб (99,8%) румунів. Усі жителі села рідною мовою назвали румунську.